# Московский резервный фронт
Московский резервный фронт — Оперативно-стратегическое объединение советских войск, один из фронтов Красной Армии во время Великой Отечественной войны. Образован 9 октября 1941 года на основании директивы Ставки ВГК от 9 октября 1941 года на базе Можайской оборонительной линии в составе Волоколамского, Можайского, Малоярославецкого и Калужского укрепленных районов.

## История формирования
Московский резервный фронт был создан на западном направлении 30 июля 1941 года для объединения действий резервных армий, развёрнутых в тылу Западного фронта на Ржевско-Вяземском оборонительном рубеже. В его состав  вошли 34-я, 31-я, 24-я, 43-я, 32-я, 33-яи 49-я (с 7 авг.) армий. В конце августа — начале сентября 1941 года войска Московского резервного фронта успешно провели Ельнинскую операцию 1941 года, в ходе которой разгромили крупную группировку противника и ликвидировали ельнинский выступ. В начале битвы под Москвой 1941—42 Резервный фронт имел задачу отразить удары противника в случае прорыва им обороны Западного фронта. Две его армии (24-я и 43-я) были развёрнуты в первом эшелоне между Западным и Брянским фронтами.
В составе фронта была сформирована 5-я армия.

## Преобразование Резервного фронта
Директивой Ставки ВГК от 10 октября 1941 года Московский резервный фронт  для лучшего объединения действий на западном направлении был объединён с Западным фронтом в один Западный фронт.
В 1943 году Резервный фронт создавался на короткий период в марте, затем в апреле на воронежско-курском направлении. 15 апреля 1943 года был преобразован в Степной военный округ.

## Руководящий состав
- Командующий:
- генерал армии Жуков, Георгий Константинович (август— сентябрь 1941 года),
- Маршал Советского Союза Будённый, Семён Михайлович (сентябрь— октябрь 1941 года),
- генерал-полковник Рейтер, Макс Андреевич  (март 1943 года),
- генерал-лейтенант Попов, Маркиан Михайлович (апрель 1943 года);

Член Военного совета:
- комиссар госбезопасности 3 ранга Круглов, Сергей Никифорович (авг.— окт. 1941),
- генерал-лейтенант Сусайков, Иван Захарович (март 1943),
- генерал-лейтенант Мехлис, Лев Захарович (апрель 1943 года);

Начальник штаба:
- генерал майор Ляпин, Пётр Иванович (авг. 1941),
- генерал майор Анисов, Андрей Фёдорович (авг.— окт. 1941),
- генерал-лейтенант Сандалов, Леонид Михайлович (март 1943),
- генерал-лейтенант Захаров, Матвей Васильевич (апрель 1943 года)[1].